# Fieldrunners
Fieldrunners est un jeu vidéo de type tower defense développé pour plusieurs plateformes. Sorti à l'origine le 1er octobre 2008 en tant que titre exclusif iOS, le jeu a ensuite été porté sur Nintendo DSi, PlayStation Portable, PlayStation 3 et téléphones mobiles. Il est sorti sur la plateforme Android en juillet 2011, sur l'Amazon Appstore et l'Android Market, puis le 25 octobre, où il a été porté en HTML5 par Gradient Studios et Bocoup et publié sur le Chrome Web Store avec le premier niveau, Grasslands, jouable gratuitement. Il s'agit de la première sortie du développeur Subatomic Studios.

## Système de jeu
Le but est de repousser les vagues d'adversaires arrivant par vague en construisant des tours, chaque adversaire tué donne des points et de l'argent permettant l'amélioration ou la construction de nouvelles tours.
Il existe trois types de cartes :
- Classique, où il faut résister jusqu’à la dernière vague.
- Contre la montre, pour tuer un maximum d'adversaire en un temps défini.
- Infini, les vagues d'adversaires sont de plus en plus nombreuses.

## Accueil
| Fieldrunners          |      |       |
| Média                 | Pays | Notes |
| IGN                   | US   | 80 %  |
| Jeuxvideo.com         | FR   | 16/20 |
| Compilations de notes |      |       |
| Metacritic            | US   | 81 %  |